# طريق النسور
طريق النسور هي رواية خيالية من عام 1955 للكاتب الأمريكي إل سبراج دي كامب، تستند إلى قصة كتبها روبرت إي هوارد بنفس الاسم. تنسب عادة إلى هوارد ودي كامب ويضم كونان البربري.

## الاختلافات عن قصة هوارد الأصلية
منح دي كامب دور إيفان سابليانكا إلى كونان، وغير المكان من الإمبراطورية العثمانية في عام 1595 إلى عصر هوارد الهيبوري، وأعاد صياغة الحبكة ومسار القصة على نطاق واسع بحيث يمكن إضافة قصة جديدة لهوارد إلى مجموعة حكايات كونان في عام 1955.

## تاريخ النشر
نشر طريق النسور لأول مرة في الكون الرائع في ديسمبر1955 تحت عنوان كونان رجل المصير. في نفس العام تم نشره أيضا كجزء من حكايات كونان، ولكن الآن تحت العنوان الأصلي طريق النسور. في عام 1968 أعيد نشره تحت نفس العنوان في مجموعة كونان قاطع الطريق.
القصة الأصلية، التي أعيدت تسميتها الآن طريق السيوف يمكن العثور عليها في طريق عزرائيل الذي نشر عام 1979.

## روابط خارجية
- ُطريق النسور عنوان مُدرج في قاعدة بيانات الخيال التأملي على الإنترنت